# Trachymene gigantea
Trachymene gigantea är en flockblommig växtart som beskrevs av William Aiton och William Baxter. Trachymene gigantea ingår i släktet Trachymene och familjen flockblommiga växter. Inga underarter finns listade i Catalogue of Life.